# Стюарт, Брайан
Бра́йан Стю́арт (англ. Brian Stuart; род. 21 декабря 1937) — австралийский кёрлингист.
В составе мужской команды Австралии участвовал в Олимпийских играх 1992 (где кёрлинг был представлен как демонстрационный вид спорта; команда Австралии заняла седьмое место) и чемпионате Тихоокеанского региона 1991 (стали чемпионами). Чемпион Австралии среди мужчин (1991).

## Достижения
- Тихоокеанско-азиатский чемпионат по кёрлингу: золото (1991).
- Чемпионат Австралии по кёрлингу среди мужчин: золото (1991).

## Команды
| Сезон   | Четвёртый    | Третий   | Второй       | Первый        | Запасной      | Турниры                              |
| ------- | ------------ | -------- | ------------ | ------------- | ------------- | ------------------------------------ |
| 1990—91 | Хью Милликин | Том Кидд | Дэниел Джойс | Стивен Хьюитт | Брайан Стюарт | ЧАМ 1991                             |
| 1991—92 | Хью Милликин | Том Кидд | Дэниел Джойс | Стивен Хьюитт | Брайан Стюарт | ТАЧ 1991 · ЗОИ 1992 (демо) (7 место) |

(скипы выделены полужирным шрифтом)